# Феличиано, Франческо
Франческо Феличиано ди Сколари (около 1470, Лацизе, Венеция — 10 октября 1542, Верона, Венеция) — итальянский математик и педагог. В ряде источников упоминается как «Феличиано-математик».

## Биография
Биографических сведений о его жизни практически нет. Известно лишь, что в 1480 году его семья переехала в Верону, где он прожил до конца жизни и с 1504 по 1506 год он преподавал математику. В 1520-х и 1530-х годах был учителем известного в будущем математика Николо Тарталья. В 1533 году читал лекции по математике в Палаццо делла Реджоне. Кроме того, установлено, что он был женат и имел дочь. Считался одним из крупнейших математиков Италии своего времени, хотя большая часть его исследований носила практический характер и была так или иначе связана с приложением математики к торговым операциям.
В 1517 году в Венеции была издана первая известная его работа по математике — «Libro de abaco». В 1526 году вышло его выдержавшее затем девять изданий сочинение «Libro di arithmetica e geometria intituloto scala grimadelli». Известен также его рукописный отчет о путешествиях, предпринятых им с целью изучения наук. В нём он едва ли не первый дал изображение и описание очень распространенного в XVI веке в Италии землемерного прибора squadro, предназначенного для отметок на поле перпендикулярных линий.